# 卡斯滕·西林

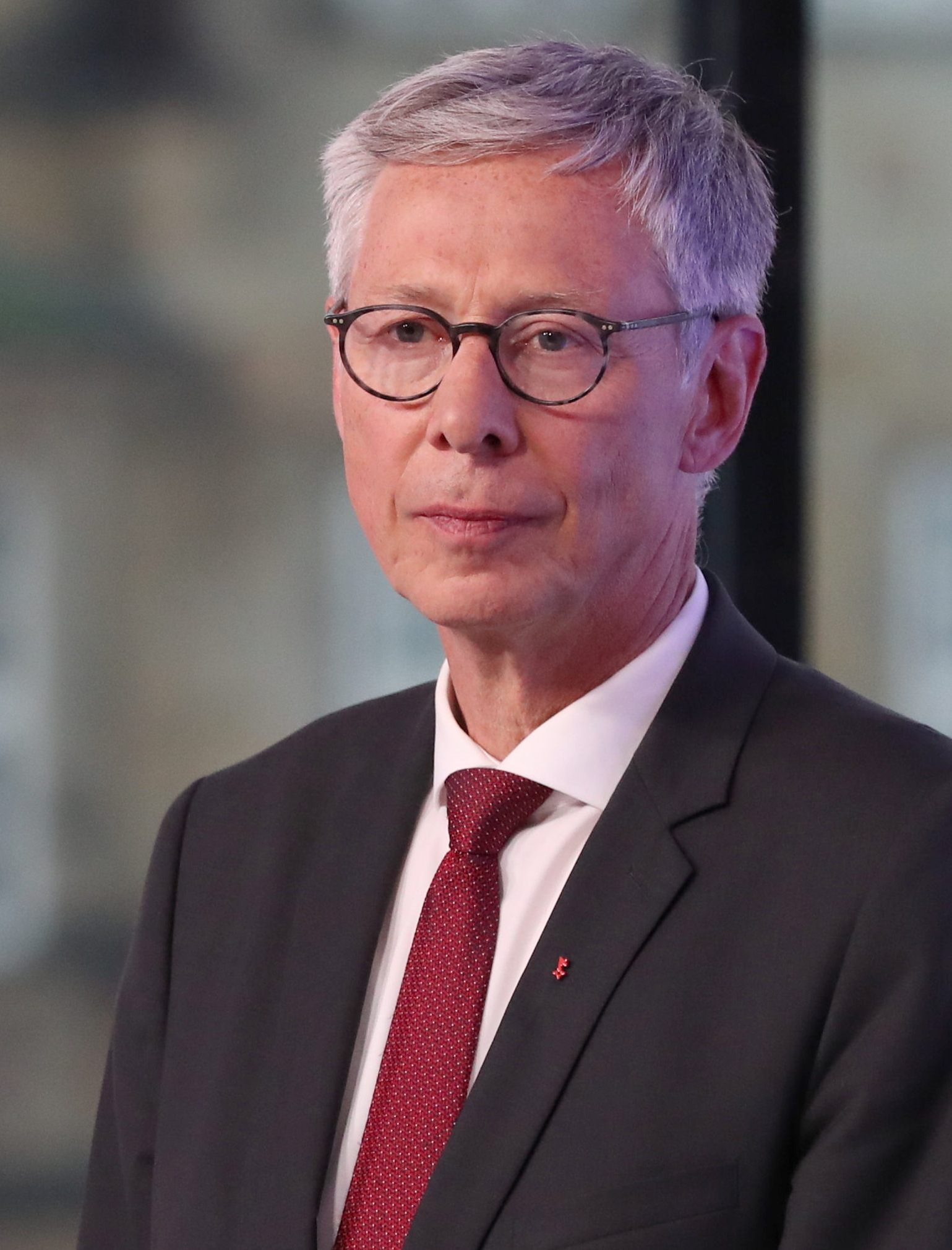

卡斯滕·西林（Carsten Sieling，1959年1月13日—）是德國的一位政治人物，他是德國社會民主黨黨員。2015年7月17日至2019年，他擔任不萊梅市市長。在2009年至2015年，他曾經擔任德國國會議員。